# キオガ湖

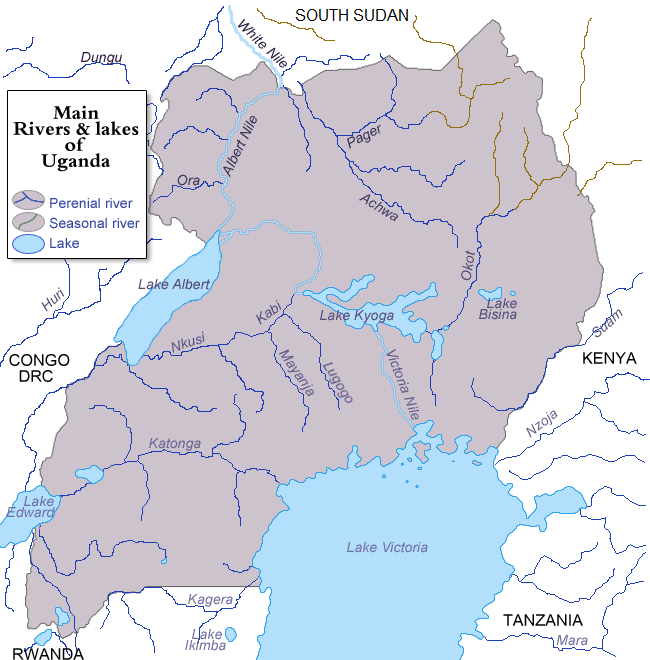
ウガンダ国内の河川と湖沼。キオガ湖は同国中央部に位置する

キオガ湖（キオガこ、Lake Kyoga）は、ウガンダ共和国の中部に位置する湖。大地溝帯に位置し、水面標高は914m。面積は1,720平方キロメートルで、大きくて浅い湖となっている。白ナイル川上流部にあり、ヴィクトリア湖とアルバート湖の間に位置する。北西のランゴ地方・北東のテソ地方と南東のブソガ・南西のブガンダの境界となっている。ヴィクトリア湖からキオガ湖に流入する水量は、ヴィクトリア湖畔の都市ジンジャにあるナルバーレ水力発電所によってコントロールされている。この他にキオガ湖に流入する河川の水源として、ウガンダとケニアの国境にそびえるエルゴン山がある。なお、キオガ湖はアフリカ大湖沼の一帯に位置しているが、アフリカ大湖沼には数えられていない。
水深は最も深い場所で約5.7m、湖の多くは深さが4m未満と浅くなっている。水深3m未満の水域は全域がスイレンで覆われ、湖岸の大半にはカミガヤツリやホテイアオイが生育している。パピルスは小さい島々の間を漂う浮島を形成している。北西部のクワニア湖とは増水時にはつながった状態になる。
キオガ湖には46種類の魚類が確認されており、多数のナイルワニも棲息している。湖の周辺にはシタツンガが生息しており、キオガ湖南東部の一部（ナクワ湖）は2006年にラムサール条約登録地となった。
1997年から1998年にかけて、エルニーニョ現象による降雨で水位が上昇した。その結果、巨大なカミガヤツリの浮島やホテイアオイが湖から流されて、白ナイル川に流れ出る湖の出口に蓄積してしまった。これらの堆積物によってせき止められたキオガ湖はさらに水位が上昇し、あふれ出た水によって周囲の580平方キロメートルが被害を受けた。また、周辺住民が移住を余儀なくされたり社会経済に対する深刻なダメージを残したりするなどの結果をもたらした。2004年、エジプト政府はウガンダ政府に対して、うまく流れるようにするための工事費1,300万ドルを贈った。